# Houston Acres (Kentucky)
Houston Acres es una ciudad ubicada en el condado de Jefferson en el estado estadounidense de Kentucky. En el Censo de 2010 tenía una población de 507 habitantes y una densidad poblacional de 1.388,32 personas por km².

## Geografía
Houston Acres se encuentra ubicada en las coordenadas 38°12′53″N 85°36′52″O / 38.21472, -85.61444. Según la Oficina del Censo de los Estados Unidos, Houston Acres tiene una superficie total de 0.37 km², de la cual 0.37 km² corresponden a tierra firme y (0%) 0 km² es agua.

## Demografía
Según el censo de 2010, había 507 personas residiendo en Houston Acres. La densidad de población era de 1.388,32 hab./km². De los 507 habitantes, Houston Acres estaba compuesto por el 93.69% blancos, el 2.96% eran afroamericanos, el 0% eran amerindios, el 1.97% eran asiáticos, el 0.2% eran isleños del Pacífico, el 0.2% eran de otras razas y el 0.99% pertenecían a dos o más razas. Del total de la población el 0.79% eran hispanos o latinos de cualquier raza.